# 쥐땃쥐류
쥐땃쥐류는 진무맹장목 땃쥐과 아프리카흰이땃쥐아과를 구성하는 3개 속의 하나인 쥐땃쥐속(Myosorex) 포유류를 두루 일컫는 말이다.

## 하위 종
15개 종으로 이루어져 있다.
- 바브럴트쥐땃쥐 (Myosorex babaulti)
- 산지쥐땃쥐 (Myosorex blarina)
- 검은발쥐땃쥐 (Myosorex cafer)
- 아이젠트라우트쥐땃쥐 (Myosorex eisentrauti)
- 제타쥐땃쥐 (Myosorex geata)
- 니이카쥐땃쥐 (Myosorex gnoskei)[3]
- 키아울레쥐땃쥐 (Myosorex kihaulei)
- 긴꼬리숲땃쥐 (Myosorex longicaudatus)
- 오쿠쥐땃쥐 (Myosorex okuensis)
- 룸피쥐땃쥐 (Myosorex rumpii)
- 샬러쥐땃쥐 (Myosorex schalleri)
- 스클레이터쥐땃쥐 (Myosorex sclateri)
- 홀쭉이쥐땃쥐 (Myosorex tenuis)
- 숲땃쥐 (Myosorex varius)
- 킬리만자로쥐땃쥐 (Myosorex zinki)